# Lindösgöl
Lindösgöl är en sjö i Sävsjö kommun i Småland och ingår i Lagans huvudavrinningsområde. Sjön är 5,9 meter djup, har en yta på 0,0445 kvadratkilometer och befinner sig 231,9 meter över havet. Sjön avvattnas av vattendraget Tälla Kanal.

## Delavrinningsområde
Lindösgöl ingår i det delavrinningsområde (634620-142028) som SMHI kallar för Inloppet i Allsarpasjön. Medelhöjden är 218 meter över havet och ytan är 20,64 kvadratkilometer. Det finns inga delavrinningsområden uppströms utan avrinningsområdet är högsta punkten. Tälla Kanal som avvattnar avrinningsområdet har biflödesordning 4, vilket innebär att vattnet flödar genom totalt 4 vattendrag innan det når havet efter 217 kilometer. Delavrinningsområdet består mestadels av skog (71 procent). Avrinningsområdet har 0,64 kvadratkilometer vattenytor vilket ger det en sjöprocent på 3,1 procent.